# 96 Tears
96 Tears è un brano musicale inciso dal gruppo garage rock Question Mark & the Mysterians (conosciuti anche come "? and the Mysterians") nel 1966. Divenuta con gli anni un classico del primo garage rock statunitense, nel 2004 la rivista Rolling Stone ha classificato la canzone alla posizione numero 213 nella lista delle 500 migliori canzoni di tutti i tempi da loro redatta.

## Il brano
La canzone venne originariamente composta da Question Mark, nome d'arte di Rudy Martinez, nel 1962 circa. La registrazione della traccia ebbe luogo a Bay City, nel Michigan. Il singolo (B-side Midnight Hour) venne originariamente distribuito dalla piccola etichetta discografica Pa-Go-Go e successivamente dalla Cameo Records per la distribuzione a livello nazionale.
Celebre per il suo caratteristico riff d'organo e le liriche ridotte all'osso, 96 Tears è ampiamente riconosciuto essere uno dei primi brani di garage rock ad avere riscosso successo, ed una delle canzoni maggiormente accreditate per aver dato inizio al movimento punk rock.
Nel 1966 la canzone raggiunse la prima posizione nella classifica Billboard Hot 100 negli Stati Uniti, e quasi in simultanea la vetta della classifica RPM 100 in Canada.

## Tracce singolo
1. 96 Tears - 2:38
2. Midnight Hour -

## Formazione
- ? (Rudy Martinez): voce solista
- Bobby Balderrama: chitarra solista
- Frank Rodriguez: organo Vox Continental
- Frank Lugo: basso
- Eddie Serrato: batteria

## Cover
Il brano è stato ampiamente fatto oggetto di reinterpretazione nel corso degli anni. Alcuni degli artisti che hanno inciso la canzone comprendono:
- Big Maybelle, sul suo album del 1967, America's Queen Mother of Soul: Got a Brand New Bag.
- Eef Barzelay
- David Byrne
- Joe "King" Carrasco
- Jack of Heart
- The Cramps
- The Fuzztones, sull'album del 2013, Snake Oil.
- Eddie and the Hot Rods, sul loro EP del 1976, Live at the Marquee
- The Foundations, una versione live di 96 Tears appare sull'EP Baby, Now That I've Found You
- Aretha Franklin, sull'album del 1967 Aretha Arrives.
- Thelma Houston
- Inspiral Carpets
- Garland Jeffreys, nel suo album del 1980, Escape Artist.
- The Modern Lovers
- Music Explosion, sull'album del 1967 Little Bit O' Soul.
- The Music Machine, sull'album del 1966, (Turn On) The Music Machine.
- Iggy Pop
- Primal Scream, come B-side del singolo del 1997, Kowalski.
- The Residents, in versione drasticamente modificata sull'album del 1976, The Third Reich 'n Roll, all'inizio del segmento Hitler was a Vegetarian.
- The Rubinoos
- Jimmy Ruffin
- Bruce Springsteen, nel corso del tour del 2009 Working on a Dream Tour.
- The Stranglers, sull'album del 1990, 10
- Suicide, dal vivo. Versione inclusa in alcune ristampe dell'album Suicide del 1977.
- Texas Tornados
- Tom Tom Club
- Utopia